# Petar Turković
Petar Turković (Zagreb, 1. studenoga 1957.), hrvatski je klinički psiholog, psihoterapeut, društveni poduzetnik, majstor borilačkih vještina i sportski djelatnik. Bio je dugogodišnji ravnatelj Centra za odgoj i obrazovanje "Vinko Bek" i dopredsjednik Hrvatskog olimpijskog odbora. Aktualni je direktor Hrvatskog nanbudo saveza i Hrvatskog wushu saveza te glavni tajnik Međunarodne nanbudo federacije te Wushu i kungfu federacija Europe.

## Obitelj i obrazovanje
Turković se rodio u Zagrebu 1957. godine te potječe iz barunske obitelji Turković Kutjevski. Njegov šukundjed Vjenceslav je u drugoj polovici 19. stoljeća uspješno poslovao u Karlovcu kao trgovac drvom i žitaricama. Nadalje on je unaprijedio naslijeđeno brodogradilište u Kraljevici te kupio gospodarsko dobro Kutjevo 1882. godine. Pradjed barun Petar Dragan bio je jedan od osnivača i predsjednik Hrvatske eskomptne banke te osnivač i predsjednik Zagrebačke pivovare. Također, bio je veliki župan Zagrebačke županije. Drugi pradjed Josip vitez Gorup pl. Slavinjski bio je slovenski industrijalac, političar i mecena.
Turković je diplomirao kliničku psihologiju na Sveučilištu u Zagrebu 1981. godine, a postdiplomski stupanj stekao je 1994. godine u području psihoterapije. Pored toga, usavršavao se u području organizacijske psihologije i kibernetike. Jedan je od prvih certificiranih učitelja Škole kibernetike psihoterapije pri Katedri za psihijatriju KBC Zagreb.
Oženjen je i otac dvije kćeri; Nika (rođena 1995.) i Kiara (rođena 1999.). Kantautorica Nika je objavila dva samostalna glazbena albuma do 2023. godine, a predstavljala je i Hrvatsku na Dječjoj pjesmi Eurovizije 2004. godine. Kiara je diplomirala medicinu i bavi se nanbudom; na Svjetskom nanbudo prvenstvu 2022. godine osvojila je zlatnu medalju u disciplini kate.

## Profesionalna karijera
Nakon završetka studija psihologije Turković je započeo svoju karijeru kao psihoterapeut u domovima zdravlja u Velikoj Gorici i Zagrebu, gdje je radio do 1990. godine. Nakon toga, proveo je dvije godine radeći u odjelu ljudskih resursa u Chromosu, poduzeću za proizvodnju boja i lakova.
Od 1992. do 2005. godine Turković je bio ravnatelj Centra za odgoj i obrazovanje "Vinko Bek". Godine 1992. pokrenuo je projekt "Vid Nade" te je prvotno bio direktor, a kasnije i predsjednik upravnog vijeća. Projekt je uključivao osnivanje institucije socijalne skrbi "Mala Kuća" za djecu s višestrukim teškoćama i oštećenjem vida. Danas se ta institucija razvila u Dnevni centar za rehabilitaciju djece i mladeži "Mali Dom". Turković je ovaj centar vodio sve do 2005. godine.
Godine 1997. Turković je odlikovan Spomenicom domovinskog rata. Dvije godine kasnije postao je savjetnik Stjepana Mesića te suvoditelj kreativnog i strateškog dijela kampanje za predsjedničke izbore 2000. godine. Zahvaljujući uspješnoj kampanji Mesić je pobijedio na izborima i postao drugi hrvatski predsjednik. Turković je također dugi niz godina sudjelovao kao facilitator na konferencijama organiziranim od strane švedske zaklade Tällberg.
Godine 1999. Turković se pridružuje kao osnivač i ravnatelj Zaklade 2020, trustu mozgova koji se bavi kreiranjem vizije hrvatskog društva u budućnosti. U prvim godinama rada Zaklade, Turković je vodio projekt "Kreacija Kroacije 2010" koji se bavio strateškim planiranjem hrvatske budućnosti. Kao dio ovog projekta 2004. godine je na Brijunima organizirao međunarodnu konferenciju pod nazivom "Kako možemo vjerovati jedni drugima" na kojoj su sudjelovali državnici poput hrvatskog predsjednika Mesića, predsjednika Slovenije Janeza Drnovšeka, predsjednika Predsjedništva Bosne i Hercegovine Sulejmana Tihića i predsjednika Crne Gore Filipa Vujanovića. Godine 2006. Turković je organizirao još jednu konferenciju na Plitvičkim jezerima pod nazivom "Kako hrvatsko gospodarstvo može doprinijeti Europskoj uniji". Zakladu 2020 je kao ravnatelj vodio sve do 2016. godine, a tijekom tog razdoblja nastojao je ostvariti viziju društva utemeljenu na zajedničkom radu i inovacijama.
Godine 2004. tužiteljstvo je optužilo Srećka Ferenčaka i Turkovića za zlouporabu položaja i ovlasti te pribavljanje protupravne koristi pri kupoprodaji građevinskog zemljišta u Zagrebu. Nakon višegodišnjeg sudskog procesa Županijski sud u Zagrebu je odbacio optužbe 2017. godine. Dvije godine kasnije, Vrhovni sud Republike Hrvatske je donio pravomoćnu oslobađajuću presudu.

## Karijera u sportu

### Borilački sportovi
Turković je započelo svoj put u borilačkim sportovima 1971. godine kada se počeo baviti karateom. Nakon pet godina, postigao je izniman uspjeh osvojivši juniorsko prvenstvo SR Hrvatske. Nositelj je crnog pojasa 3. Dan. Nakon karatea, osobito se posvetio razvoju i promicanju borilačkih sportova nanbudo i wushu.
Nanbudo
Turković je 1978. godine u Zagrebu osnovao Nanbudo klub "Gradec" nazvan po istoimenom starom dijelu Zagreba. Bio je to prvi klub nanbudo sporta u Hrvatskoj. S klubom je 1985. godine organizirao prvi međunarodni nanbudo seminar u Hrvatskoj koji će se nastaviti organizirati svake godine. Također, ponio je najvišu titulu u ovom sportu, crveni pojas 8. Dan. Natjecao se i na prvom svjetskom nanbudo prvenstvu u Monte Carlu 1987. godine te se tom prilikom oprostio od natjecateljske karijere.
Nakon osnivanja još dva nanbudo kluba u Hrvatskoj stekli su se uvjeti za osnivanje nacionalnog saveza 1989. godine. Nacionalni savez prvotno je nosio naziv Jugoslavenski nanbudo institut, a nakon hrvatske neovisnosti postao je Hrvatski nanbudo institut te kasnije Hrvatski nanbudo savez. Kao jedan od osnivača nacionalnog saveza Turković je izabran na mjesto tehničkog direktora. Hrvatski savez je te 1991. godine postao i član Svjetske nanbudo federacije (eng. World Nanbudo Federation). Tako je Turković vodio hrvatske reprezentativce koji su kao prvi hrvatski sportaši pod hrvatskom zastavom i imenom nastupali na svjetskom prvenstvu u Barceloni 1991. godine i osvojili tri zlatne i jednu srebrnu medalju.
Turkovićev doprinos razvoju nanbudo sporta proširio se i na međunarodnu razinu. Godine 1998. izabran je za glavnog tajnika Svjetske nanbudo federacije gdje je služio do 2003. godine. Godine 2010. sudjelovao je u osnivanju Međunarodne nanbudo federacije (eng. International Nanbudo Federation) te je izabran za njenog glavnog tajnika.
Turković je objavio i dvije knjige o ovom sportu.
Wushu
Turković je 2008. godine bio jedan od osnivača Hrvatskog wushu saveza i imenovan je izvršnim direktorom saveza. U okviru saveza, uspješno je vodio dva projekta koji su bili financirani od strane europskog Erasmus programa.
Godine 2013. sudjelovao je u osnivanju Balkanske wushu federacije te je na konstituirajućoj sjednici u Istanbulu izabran za njenog dopredsjednika. Sudjelovao je i u osnivanju Europske wushu federacije (eng. European Wushu Federation) 2020. godine te je izabran za glavnog tajnika federacije.
U lipnju 2023. godine dolazi do formiranja nove europske federacije za wushu i kungfu, Wushu i kungfu federacija Europe (Wushu Kung-fu Federation of Europe), koja nastaje spajanjem Europske wushu federacije i Europske wushu i kungfu federacije (European Wushu And Kungfu Federation). Turković je izabran za glavnog tajnika nove europske federacije.

### Drugo
Turković se osim u borilačkim sportovima okušao i u kartingu te je osvojio nekoliko titula. Bio je dvostruki hrvatski seniorski prvak u kartingu osvojivši titule 1981. i 1982. godine te je bio doprvak 1995. godine.
Turković je od 21. listopada 2000. do 3. listopada 2002. godine bio dopredsjednik Hrvatskog olimpijskog odbora (HOO). Na XIX. Zimskim olimpijskim igrama u Salt Lake Cityju 2002. godine sudjelovao je kao član vodstva hrvatske delegacije.
Godine 2000. hrvatski predsjednik Stjepan Mesić imenovao je Turkovića voditeljem skupine za izradu prijedloga strategije hrvatskog sporta, zajedno s drugim uglednim stručnjacima poput Andrije Mijačike, Željka Mataje i Mihovila Nakića.
Turković je također jedan od suosnivača asocijacije međunarodnih sportskih federacija pod nazivom "SportREcognized" koja je osnovana 2015. godine te u kojoj obnaša dužnost dopredsjednika.

## Vanjske poveznice
- Turković Petar, 40 years of nanbudo (1978–2018): Platform for sustainable future
- Petar Turkovic na prabook.com

| prethodnik Zdravko Hebel | dopredsjednik Hrvatskog olimpijskog odbora (HOO) 21. listopada 2000. – 3. listopada 2002. S: Ivo Goran Munivrana i Luciano Sušanj | nasljednik Goranko Fižulić, Ivo Goran Munivrana i Nikola Švigir |
| prethodnik Josip Krušlin | ravnatelj Centra za odgoj i obrazovanje "Vinko Bek" 1992. – 2005.                                                                 | nasljednik Diana Kralj                                          |